# Hindsight
Hindsight – składanka brytyjskiego zespołu Anathema. Zawiera akustyczne wersje starszych utworów grupy, oraz jeden nowy Unchained (Tales Of The Unexpected). Początkowo album miał się nazywać Temporary Peace, ale nazwa została później zmieniona. Płytę można było pobrać z internetu od 11 sierpnia 2008 roku. Na płycie CD można ją było kupić od 19 sierpnia w USA i od 25 sierpnia w Wielkiej Brytanii.

## Lista utworów
Źródło.
1. "Fragile Dreams" – 5:30
2. "Leave No Trace" – 4:52
3. "Inner Silence" – 3:40
4. "One Last Goodbye" – 6:03
5. "Are You There?" – 5:18
6. "Angelica" – 5:00
7. "A Natural Disaster" – 6:20
8. "Temporary Peace" – 5:10
9. "Flying" – 6:27
10. "Unchained (Tales Of The Unexpected)" – 4:18

## Twórcy
Źródło.
- Vincent Cavanagh - śpiew, gitara
- Daniel Cavanagh - gitara, śpiew, instrumenty klawiszowe
- Les Smith - instrumenty klawiszowe
- Jamie Cavanagh - gitara basowa
- John Douglas - perkusja
- Lee Douglas - śpiew

## Pozycja na listach
| Lista | Kraj      | Pozycja |
| ----- | --------- | ------- |
| SNEP  | Francja   | 139     |
| YLE   | Finlandia | 31      |